# Saint-Sauveur, Isère
Saint-Sauveur este o comună în departamentul Isère din sud-estul Franței. În 2009 avea o populație de 1.915 de locuitori.

## Evoluția populației
| An        | 1975  | 1982  | 1990  | 1999  | 2006  | 2009  |
| --------- | ----- | ----- | ----- | ----- | ----- | ----- |
| Populație | 1.426 | 1.415 | 1.481 | 1.676 | 1.858 | 1.915 |